# إدواردو روبرتو دوس سانتوس
إدواردو روبرتو دوس سانتوس (بالإنجليزية: Eduardo Roberto dos Santos)‏ (و. 1981  م) هو لاعب كرة قدم، من البرازيل، ولد في ليميرا، يلعب كمهاجم.

## روابط خارجية
- إدواردو روبرتو دوس سانتوس على موقع قاعدة بيانات كرة القدم.إي يو (الإنجليزية)
- إدواردو روبرتو دوس سانتوس على موقع Soccerway.com (الإنجليزية)